# Pro Evolution Soccer 2015
Pro Evolution Soccer 2015 (ook wel bekend als PES 2015 of Winning Eleven 2015) is een voetbalsimulatiespel dat werd ontwikkeld door PES Productions en uitgegeven door Konami. Het spel kwam in november 2014 uit voor Windows, PlayStation 3, PlayStation 4, Xbox One en Xbox 360. Het spel bevat 16 stadions en diverse voetbalelftallen. 

## Soundtrack
Het spel bevat de volgende soundtrack:
- American Authors - Best Day of My Life
- Avicii - Wake Me Up
- Bastille - Pompeii
- Bombay Bicycle Club - Luna
- Calvin Harris featuring. Ellie Goulding - I Need Your Love
- Cold War Kids - Miracle Mile
- Imagine Dragons - Demons
- Linkin Park - All for Nothing
- Morning Parade - Shake the Cage
- The Preatures - Is This How You Feel?
- Wilkinson - Afterglow